# Filàtovo (Tambov)
|  | Per a altres significats, vegeu «Filàtovo». |

Filàtovo (en rus: Филатово) és un poble de l'óblast de Tambov, a Rússia, segons el cens del 2010 tenia 7 habitants.